# London Borough of Havering

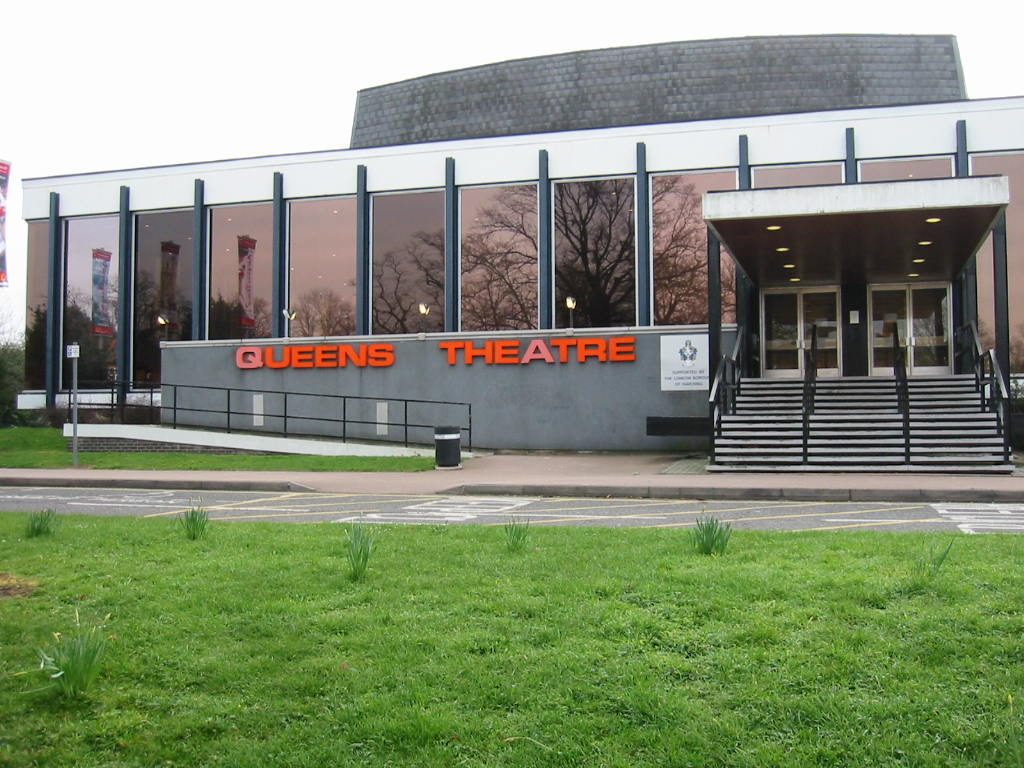
Queens Theatre Hornchurch

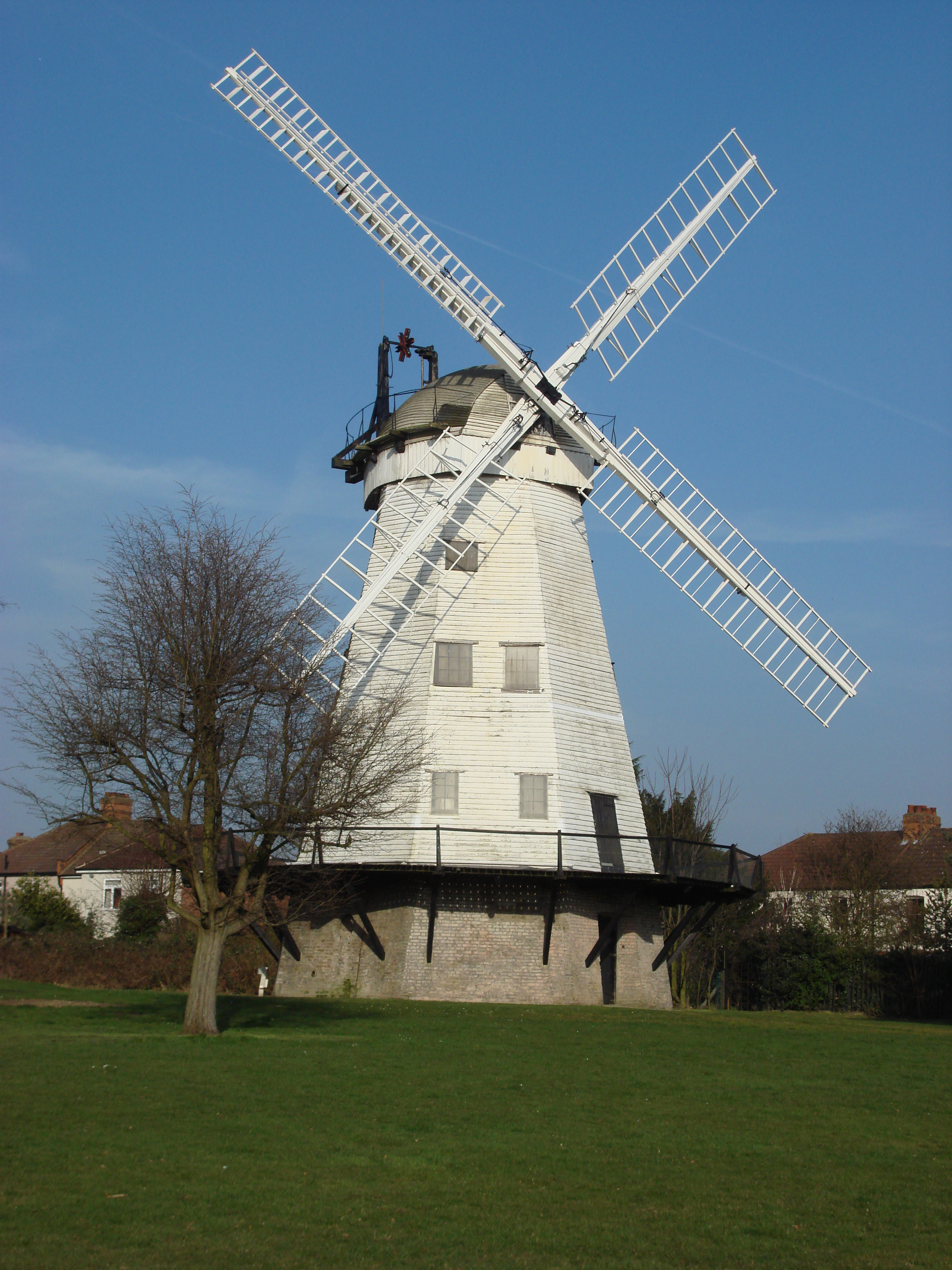
Upminster Windmill

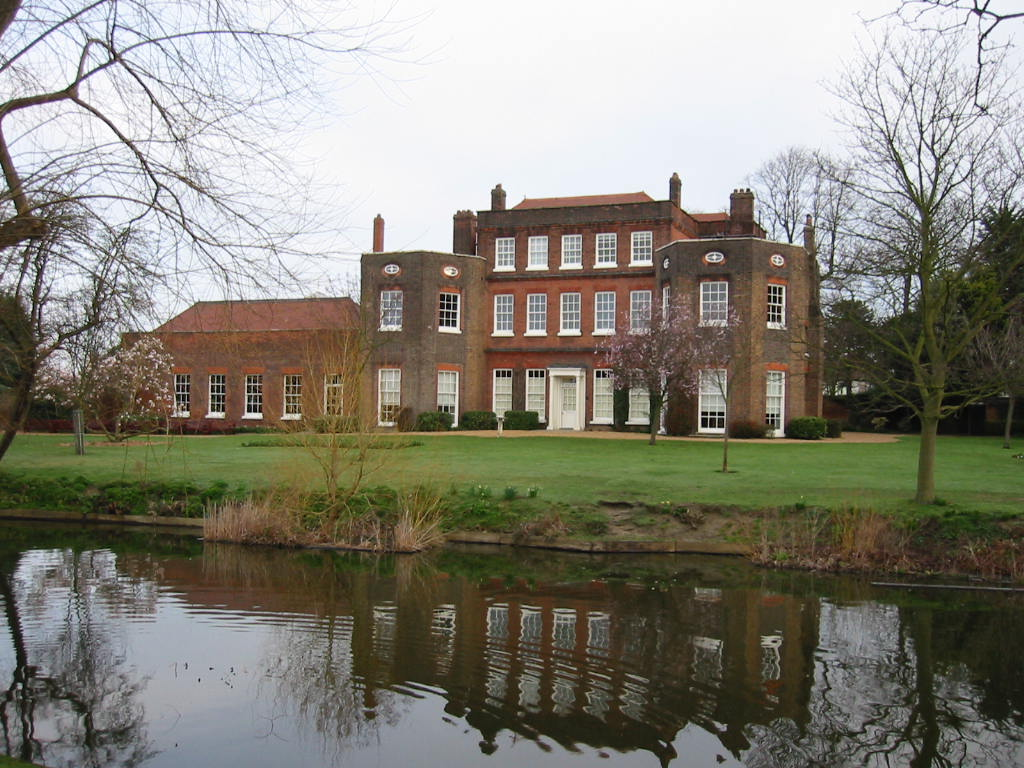
Langtons House

London Borough of Havering – jedna z 32 gmin Wielkiego Londynu położona w jego wschodniej części. Wraz z 19 innymi gminami wchodzi w skład tzw. Londynu Zewnętrznego. Władzę stanowi Rada Gminy Havering (ang. Havering Council).

## Historia
Gminę utworzono w 1965 na podstawie ustawy London Government Act 1963 z obszarów Romford (ang. Municipal Borough of Romford) utworzonego w 1937 roku oraz Hornchurch (ang. Hornchurch Urban District) utworzonego w 1926 roku, które należały do hrabstwa Essex.

## Geografia
Gmina Havering ma powierzchnię 112,27 km², graniczy od zachodu z Redbridge i Barking and Dagenham, od południa przez Tamizę z Bexley, zaś od północy i wschodu kolejno z dystryktami Epping Forest, Brentwood i Thurrock w hrabstwie Essex. Dzielnica charakteryzuje się głównie rozwojem podmiejskim z dużymi obszarami chronionej otwartej przestrzeni.
W skład gminy Havering wchodzą następujące obszary:
| - Ardleigh Green - Chase Cross - Collier Row - Cranham - Elm Park - Emerson Park - Gidea Park - Harold Hill - Harold Wood | - Havering-atte-Bower - Havering Park - Hornchurch - North Ockendon - Rainham - Romford - Upminster - Wennington |

Gmina dzieli się na 18 okręgów wyborczych które nie pokrywają się dokładnie z podziałem na obszary, zaś mieszczą się w trzech rejonach tzw. borough constituencies – Romford, Hornchurch and Upminster i Dagenham and Rainham.
| - Brooklands (Romford) - Cranham (Hornchurch and Upminster) - Elm Park (Dagenham and Rainham) - Emerson Park (Hornchurch and Upminster) - Gooshays (Hornchurch and Upminster) - Hacton (Hornchurch and Upminster) - Harold Wood (Hornchurch and Upminster) - Havering Park (Romford) - Heaton (Hornchurch and Upminster) | - Hylands (Romford) - Mawneys (Romford) - Pettits (Romford) - Rainham and Wennington (Dagenham and Rainham) - Romford Town (Romford) - Saint Andrews (Hornchurch and Upminster) - South Hornchurch (Dagenham and Rainham) - Squirrels Heath (Romford) - Upminster (Hornchurch and Upminster) |

## Demografia
W 2011 roku gmina Havering miała 237 232 mieszkańców.
Podział mieszkańców według grup etnicznych na podstawie spisu powszechnego z 2011 roku:
| - Biali Brytyjczycy: 197 615 (83,3%) - Biali Irlandczycy: 2 989 (1,3%) - Irish Travellers: 160 (0,1%) - Pozostali biali: 7 185 (3,0%) - Mieszani Karaibowie: 1 970 (0,8%) - Mieszani Afrykanie: 712 (0,3%) - Mieszani Azjaci: 1 154 (0,5%) - Pozostali mieszani: 1 097 (0,5%) - Hindusi: 5 017 (2,1%) | - Pakistańczycy: 1 492 (0,6%) - Banglijczycy: 975 (0,4%) - Chińczycy: 1 459 (0,6%) - Pozostali Azjaci: 2 602 (1,1%) - Czarni Afrykanie: 7 581 (3,2%) - Czarni Karaibowie: 2 885 (1,2%) - Pozostali czarni: 1 015 (0,4%) - Arabowie: 311 (0,1%) - Pozostałe grupy etniczne: 1 013 (0,4%) |

Podział mieszkańców według wyznania na podstawie spisu powszechnego z 2011 roku:
- Chrześcijaństwo –  65,6%
- Islam – 2,0%
- Hinduizm – 1,2%
- Judaizm – 0,5%
- Buddyzm – 0,3%
- Sikhizm – 0,8%
- Pozostałe religie – 0,3%
- Bez religii – 22,6%
- Nie podana religia – 6,7%

Podział mieszkańców według miejsca urodzenia na podstawie spisu powszechnego z 2011 roku:
| - Wielka Brytania (212 840 – 89,72%) - Irlandia (2 503 – 1,06%) - Indie (2 301 – 0,97%) - Nigeria (2 241 – 0,94%) - Litwa (1 065 – 0,45%) - Polska (925 – 0,39%) - Filipiny (759 – 0,32%) - Ghana (678 – 0,29%) - Pakistan (653 – 0,28%) - Zimbabwe (647 – 0,27%) - Południowa Afryka (621 – 0,26%) - Bangladesz (512 – 0,22%) - Niemcy (488 – 0,21%) - Kenia (462 – 0,19%) | - Rumunia (459 – 0,19%) - Jamajka (415 – 0,17%) - Sri Lanka (413 – 0,17%) - Chiny (330 – 0,14%) - Turcja (323 – 0,14%) - Włochy (298 – 0,13%) - Stany Zjednoczone (288 – 0,12%) - Hiszpania (233 – 0,10%) - Australia (213 – 0,09%) - Francja (215 – 0,09%) - Portugalia (203 – 0,09%) - Iran (153 – 0,06%) - Somalia (39 – 0,02%) - pozostali (6 955 – 2,93%) |

## Transport

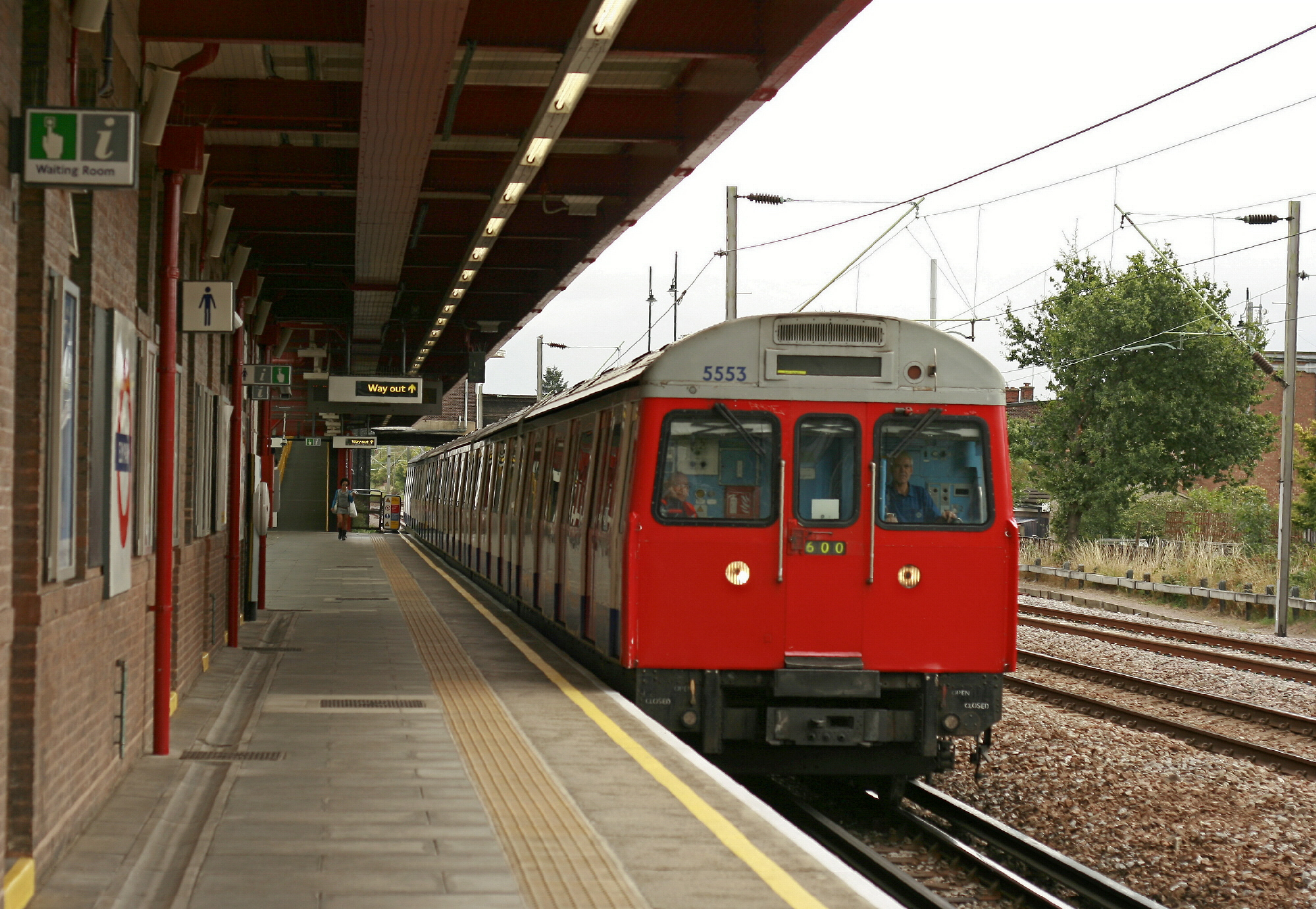
stacja Elm Park

Przez Havering przebiega jedna linia metra: District Line.
Stacje metra:
- Elm Park – District Line
- Hornchurch – District Line
- Upminster Bridge – District Line
- Upminster – District Line

Pasażerskie połączenia kolejowe na terenie Havering obsługują przewoźnicy c2c oraz National Express East Anglia.  
Stacje kolejowe:
- Emerson Park
- Gidea Park
- Harold Wood
- Rainham
- Romford
- Upminster

## Miejsca i muzea
- Queen’s Theatre Hornchurch[11]

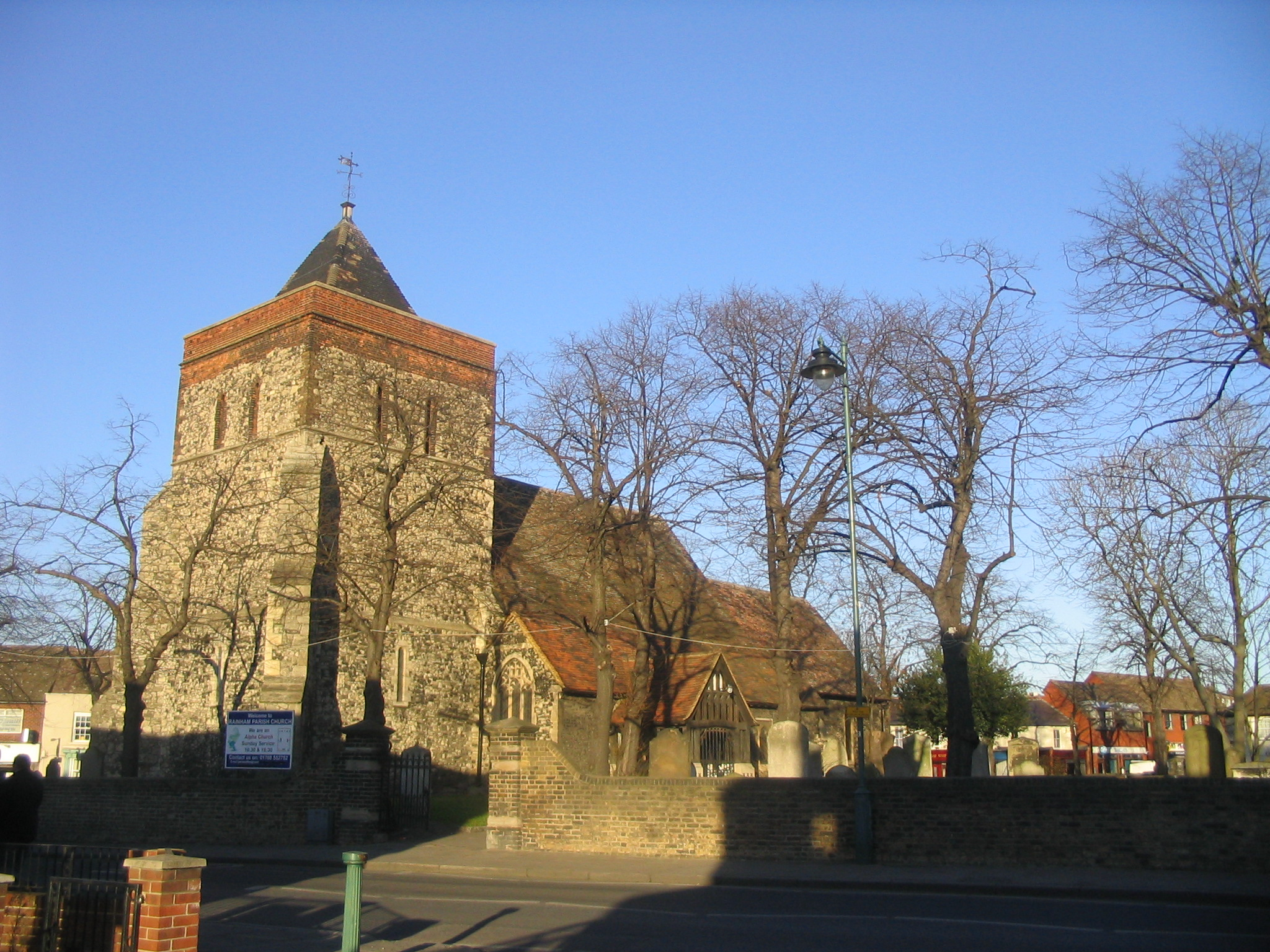
kościół St Helen and St Giles

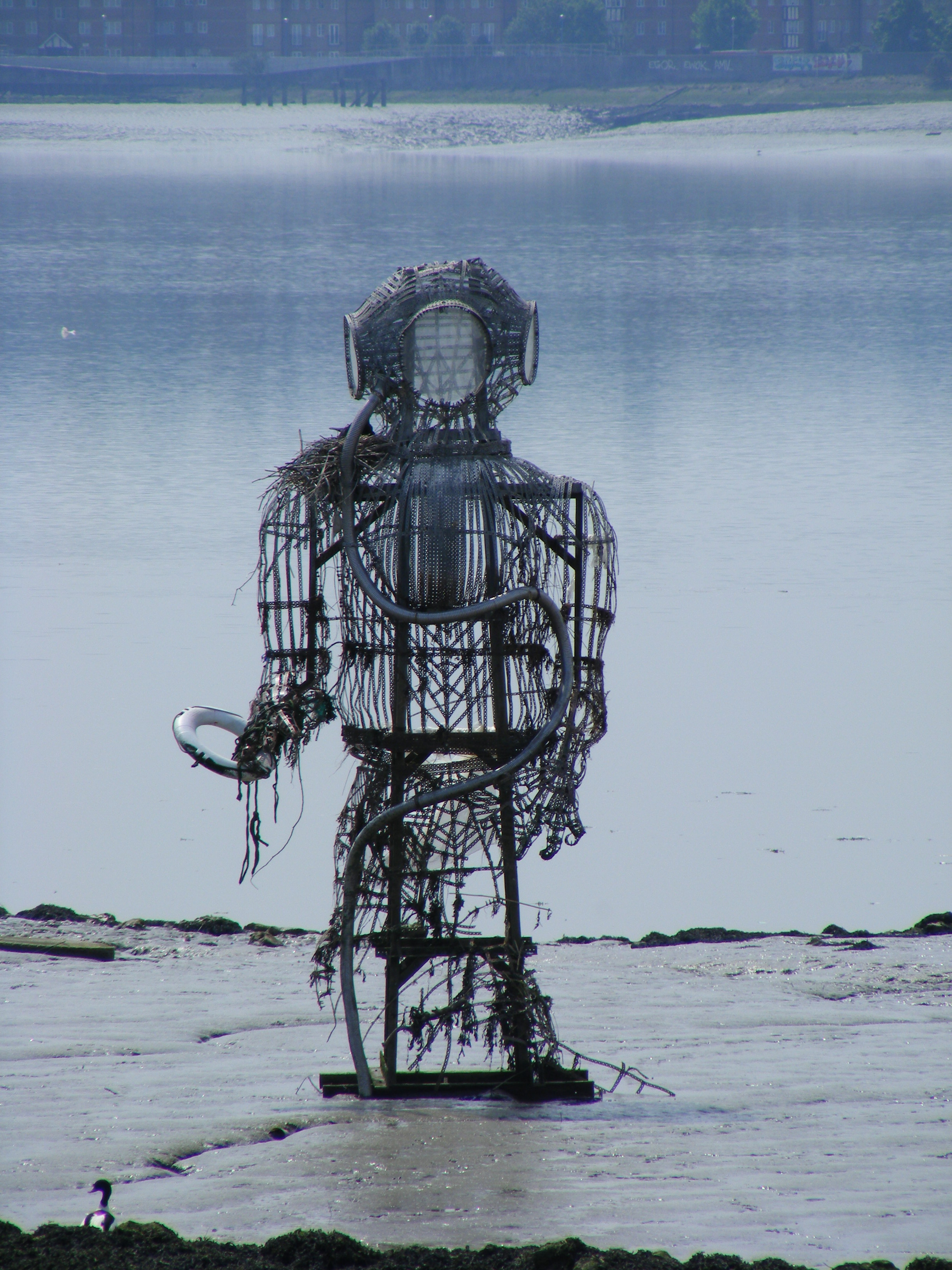
rzeźba The Diver

- Upminster Windmill (wiatrak z 1803 roku)[12]
- Upminster Tithe Barn Museum of Nostalgia[13]
- Havering Museum[14]
- Hornchurch Fine Art[15]
- Rainham Hall[16]
- kościół St Helen and St Giles z XII wieku
- rzeźba The Diver[17]
- Romford Greyhound Stadium[18] (tory wyścigowe na których rozgrywane są wyścigi chartów)
- Romford Ice Arena[19]
- Top Meadow Golf Club[20]
- Cranham Golf Course[21]
- Upminster Golf Club[22]
- Risebridge Golf Centre[23]
- Maylands Golf Club[24]
- Damyns Hall Aerodrome[25]

## Edukacja
- Centre for Engineering and Manufacturing Excellence (CEME)[26]
- Havering Sixth Form College[27]
- Havering Adult College[28]
- Havering College of Further and Higher Education[29]
- Colin's Performing Arts College[30]
- St. Edwards Church of England School[31]
- Coopers' Company and Coborn School[32]

## Znane osoby
W Havering  urodzili się m.in.
- Frank Lampard – piłkarz
- Cliff Williams – muzyk
- Graham Bond – wokalista, muzyk
- Ray Parlour – piłkarz
- Imogen Heap – multiinstrumentalistka,  kompozytorka, piosenkarka,
- Tony Adams – piłkarz
- Luciano Bacheta – kierowca wyścigowy
- Tony Parsons – pisarz i dziennikarz
- Stuart Taylor – piłkarz
- Darren Emerson – DJ i były członek zespołu Underworld
- Johnny Herbert – kierowca wyścigowy
- Frankie Bridge - piosenkarka, prezenterka
- Nicky Shorey – piłkarz